# توکل (قصرقند)
توکل، روستایی در دهستان حمیری بخش ساربوک شهرستان قصرقند در استان سیستان و بلوچستان ایران است.

## جمعیت
بر پایه سرشماری عمومی نفوس و مسکن در سال ۱۳۹۵، جمعیت این روستا برابر با ۱٬۱۲۸ نفر (۲۵۰ خانوار) بوده‌است.